# Костюк Юрій Юрійович
Ю́рій Ю́рійович Костю́к (нар. 23 жовтня 1988, м. Ужгород, Закарпатська область) — Заступник Голови Адміністрації (Керівника Офісу) Президента України Володимира Зеленського з 21 травня 2019 року по 9 липня 2021 року . З 19 грудня 2019 року є заступником голови Комітету з Державної премії України в галузі освіти

## Біографія
Закінчив гімназію в Ужгороді. Випускник юридичного факультету Академії праці і соціальних відносин (м. Київ) за фахом «Господарське право».
Гравець і автор команди КВН «Збірна КПІ», м. Київ. Сценарист, автор Студії Квартал-95. У Студії Квартал-95 з 2010 року.
Брав участь в написанні сценаріїв до фільмів: «8 перших побачень» (2012), «Кохання у великому місті 3» (2013), «8 нових побачень» (2014), серіалів: «Свати 5» (2011), «Байки Мітяя» (2012), «Між нами дівчатами» (2013), «Ви всі мене дратуйте» (2017).
У 2015–2019 — сценарист серіалу «Слуга народу».
На президентських виборах у 2019 році брав участь у виборчій кампанії кандидата Зеленського.
21 травня 2019 по 9 липня 2021 року працював заступником Глави Адміністрації (Керівника Офісу) Президента України Володимира Зеленського.
Після звільнення з ОП Костюк став спічрайтером Володимира Зеленського.

### Декларація
- Е-декларація [Архівовано 11 листопада 2021 у Wayback Machine.]